# Johan Lindström Saxon

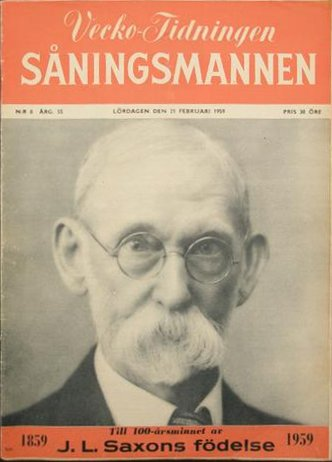
Såningsmannen från 28 februari 1959.

Johan Lindström Saxon, född 17 februari 1859 på Turegården i Gryt, Gällersta socken i Närke, död 7 november 1935 i Stocksund, Uppland, var en svensk författare, förläggare och opinionsbildare.

## Biografi
Johan Lindström Saxon var son till hemmansägaren Lars Johan (Larsson) Lindström och Kristina Lovisa Olsdotter och växte upp i ett frireligiöst och helnyktert bondehem. Efter skolgång i Gällersta fick han anställning i en handelsbod där. Efter några år i Örebro återvände han sjutton år gammal till Gällersta, fortfarande som anställd i handelsbod men nu med ett fast beslut att bli journalist. Han studerade 1879–1880 på Örebro läns folkhögskola och började 1880 på tidningen Nerike i Örebro. Han var därefter redaktör för flera dagstidningar, för Arboga-Posten 1881, Nya Arboga Tidning 1881–1884, Jämtlands-posten 1885–1886 och Norrlänningen 1887–1890. 
Han var sedan redaktionssekreterare för Arbetet i Malmö 1890–1891, under Axel Danielsson, samt ägare av och redaktör för Jämtlands Allehanda (senare Jämtlands Tidning) i Östersund 1891–1904, där han använde signaturen Saxon.
År 1904 lämnade han Östersund och flyttade till Stockholm, där han startade veckotidningen Såningsmannen i december samma år. Tidskriften lade grunden för ett förlag, med namnet Saxon & Lindströms förlag från 1928. Förlaget drevs tillsammans med hans yngre bröder Edvard och David Lindström. Förlaget gav bland annat ut Lektyr och Svensk Damtidning.
Saxon var livet ut hembygdsvän och grundade i sin födelsesocken friluftsmuseet Gällersta forngård och i Örebro Stiftelsen Saxons Närkesarkiv vid Örebro stadsbibliotek, med syfte att utge vetenskaplig litteratur om Närke. Han gjorde den svenska översättningen av Socialisternas marsch och skrev 1889 skillingtrycket Visan om den sköna konstberiderskan Elvira Madigan.
Saxon var organiserad vegetarian och tog initiativ till att bilda Svenska Vegetariska Föreningen 1903, var ordförande där från samma år och redigerade dess tidskrift Vegetarianen. Han var också ordförande i Internationella vegetariska unionen 1922–1923 och ledamot av centralstyrelsen för Svenska freds- och skiljedomsföreningen. Han var politisk engagerad på vänsterkanten på tidens politiska skala som radikalt frisinnad; i sin ungdom betraktades han som socialist. Han var också en av dem som ekonomiskt stödde grundandet av Kungliga Gustav Adolfs Akademien för svensk folkkultur i Uppsala år 1932, och vars första ledamöter han tillhörde.
Saxon smädade Victor Hugo Wickström, vilken trängde bort Saxon från redaktörsstolen på Jämtlands-posten, genom att beskriva honom som "pomaderad, parfymerad, slickad, ring-, berlock- och armbandsprydd som ett behagsjukt fruntimmer". Han motarbetade även museichefen i Örebro län Bertil Waldén, som han betraktade som en uppblåst byråkrat.
Johan Lindström Saxon är begravd på Danderyds kyrkogård.

### Familj
Saxon var gift i första äktenskapet 1886–1888 med Hedvig Lundcrantz och i andra äktenskapet från 1895 med kokboksförfattaren Anna Maria Bergström. Tillsammans med andra hustrun fick han två söner: journalisten Anders Saxon (1890–1919) och förläggaren Lars Saxon (1900–1950). Han är farfars far till företagsledaren Ulrika Saxon.

### Skönlitteratur
- Genom egen kraft : berättelse ; med tre illustrationer. Öreskrifter för folket, 99-1474700-0 ; 103. Stockholm: Bonnier. 1880. Libris 1601980
- Från Bachi verld.. Arboga. 1881-. Libris 1201078
- "Fritänkaren" : svensk originalberättelse. Folkskrifter, 99-1609823-9 ; 10. Eslöf: Carlin. 1882. Libris 1596853
- Karlstads ros : historisk berättelse. Fosterländskt Bibliotek ; 8. Stockholm: K. Gustafsson. 1883. Libris 1595636
- Ett klöverblad : tre berättelser. Arboga. 1883. Libris 10519425 - Av Hermod, J. O. Åberg, Saxon
- Mälinitiska riket : skildringar från dumhetens, egennyttans och humbugens tidehvarf. Stockholm. 1883. Libris 1597169
- I hanegället : dikter. Stockholm. 1884. Libris 21532810. http://hdl.handle.net/2077/53676
- Styfmorsblomman : berättelse. Stockholm. 1885. Libris 10501977 - Utgiven anonymt.
- Instängdhet : småstadsskildringar. Östersund. 1886. Libris 10501984
- Under kampen för bröd : skisser. Stockholm: Bonnier. 1886. Libris 1624360 - En andra, betydligt utökad upplaga utkom 1909.
- Bondfolk : skisser. Stockholm: Bonnier. 1887. Libris 21892889. http://hdl.handle.net/2077/54360
- "Nya tag!" : berättelse ; med 2 teckningar. Stockholm: Bonnier. 1889. Libris 22570675. http://hdl.handle.net/2077/56194
- Där hemma i socknen : folkmotiv. Östersund: Sköld. 1893. Libris 5fg0xvkl3l4s1kvd. http://hdl.handle.net/2077/57918
- Förtrampad och andra berättelser. Nykterhetsbibliotek, utg. af Vilh. Sköld ; 13-16. Östersund: Sköld. 1893. Libris jstc9bjcgg30hr6g. http://hdl.handle.net/2077/57919
- Världssorg : en berättelse om huru människorna skulle kunna bli lyckliga. Stockholm: Bonnier. 1894. Libris 1624361
- I blått band : värs och prosa. Stockholm: Bohlin. 1895-1900. Libris 1624353
- I blått band : värs och prosa. Andra samlingen. Stockholm: Bohlin & K. 1897. Libris 9kx4b7v67qldsh6l. http://hdl.handle.net/2077/58591
- I blått band : värs och prosa. Tredje samlingen. Stockholm: Bohlin & K. 1898. Libris hsvjj2ddfbr24vbs. http://hdl.handle.net/2077/60995
- Kriget utan svärdsslag : en berättelse från danska infallet i Jämtland 1677. Stockholm: Bonnier. 1896. Libris lv42frzmjn7s52vv. http://hdl.handle.net/2077/58334
- Lyckliga människor : skisser. Stockholm: Bonnier. 1897. Libris 1644844
- Bland skogsafverkare och sågverksarbetare : en nutidsberättelse med framtidsperspektiv. Stockholm: Bonnier. 1898. Libris 1663279
- Ett kvinnolöfte : berättelse. Stockholm: Bonnier. 1899. Libris 1663281
- En barndomskärlek : en handelsbokhållares historia. Stockholm: Bonnier. 1900. Libris dnpfvml3b85mpp77. http://hdl.handle.net/2077/57755
- Petrus : en berättelse från kristendomens älsta dagar i Rom. Stockholm: Bonnier. 1901. Libris 3029758
- Vid silfverbröllopet : en samling värs. Stockholm: Bonnier. 1901. Libris 1727538
- Jungfru Jämtland : en samling berättelser. Stockholm: Bonnier. 1902. Libris 1727532 - Illustrationer av Elis Bergh
- Befriaren. Stockholm: Bonnier. 1903. Libris 1727531
- Systrar och bröder i främmande land : berättelse. Stockholm: Bonnier. 1904. Libris 1727536
- Sångerna om henne. Stockholm: Bonnier. 1905. Libris 1727537
- Sånger vid vegetariska möten. Småskrifter / Svenska vegetariska föreningen ; 4. Stockholm: Nutiden. 1907. Libris 3029761
- Knektar : En samling anekdoter utg. av Såningsmannens red.. Stockholm. 1909. Libris 2745577
- Under fredsbanéret : berättelser (2. uppl.). Stockholm: Nutiden. 1909. Libris 2370081. https://runeberg.org/unfreb/ - Illustrationer av Emil Åberg.
- Lasse och bror hans, far hans och mor hans.. Stockholm: Litteraturförl. 1910. Libris 1617237
- Den stora kärleken : lifsöden. Stockholm: Nutiden. 1910. Libris 1617234
- Tre fredsdramer : Kasärnen  : Kriget  : Ett offer. Stockholm: Wilhelmsson. 1910. Libris 1617239
- Kittlingar och nyp : humor och satir på värs. Stockholm: Nutiden. 1911. Libris 1639078
- Idealtillvaron och vägen dit.. Stockholm: Nutiden. 1914. Libris 1639077
- Vid den hundraåriga fredens fest.. Stockholm: Wilhelmssons. 1914. Libris 1639083
- På besök hos de anspråkslöse : bonden och grönköpingsbon gästa huvudstaden (1 uppl.). Stockholm: Nutiden. 1916. Libris 1658193. https://runeberg.org/ansprak/
- Teaterstycken och tablåer för ordenshus- och folketshus-scenerna : en samling nykterhets-, freds-, jul-, nyårs- och barnpjäser, tablåer, växelpoem, dikter m. m.. Stockholm: Nutiden. 1916. Libris 1659690
- En visa om Stocksund.. Stockholm. 1916. Libris 10502008
- Den nya dagen : en roman från 1880-talet. Stockholm: Nutiden. 1918. Libris 1658187
- Bönnera där hemma : viser på Närkesmål. Stockholm: Nutiden. 1922. Libris 1481513
- Nämndemans slåttergänge : scener ur folklivet i Närke fordomdags. Stockholm: Nutiden. 1925. Libris 1481522
- Rart fôlk : fyra berättelser på närkengska. Stockholm: Nutiden. 1925. Libris 1481524
- Visan om den sköna konstberiderskan Elvira Madigans kärlek och grymma död : Med porträtt av Elvira Madigan. [Stockholm]. 1931. Libris 3029767
- En rörande visa om två flickor av vilka den ena köpte en lott i Barnens dags tombola, men den andra nekade att göra det : till lärdom och eftertanke för andra. Stockholm. 1932. Libris 1367408

### Varia - urval

#### Reseskildringar
- Italienska bönder : från en resa genom norra och mellersta Italien. Svenska folkets öreskrifter, 99-1606990-5 ; 23. Stockholm: Folkupplysningsföretagets förl. 1898. Libris 1664397
- Balkanländernas folk : reseskildringar. Stockholm: Bokförl. Nutiden. 1915. Libris 1639073
- Det nya Palestina : minnen och intryck från en färd genom Bibelns land. Stockholm: Nutiden. 1921. Libris 3076450
- Australien i våra dagar : Folk, natur, jordbruk .... Stockholm: Saxon & Lindström. 1929. Libris 1342997

#### Skrifter om Jämtland och Härjedalen
- I Jämtebygd : studier och skildringar. Stockholm: Alb. Bonnier. 1888. Libris 1624358. https://runeberg.org/jamtebygd/
- Genom Härjedalen : färder och studier. Östersund. 1894. Libris 1272842
- Jämtland och Härjedalen från älsta tider till våra dagar : en minnesskrift vid sekelskiftet. Östersund. 1900. Libris 1272841
- Jämtlands läns kyrkor i ord och bild. Jämtlands tidning n :r 149 B.. Östersund. 1903. Libris 3029751
- En resa genom Jämtland i början av 1890-talet. Stockholm: Nutidens förl. 1924. Libris 485045
- Ur det fordomtima jämtska folklivet.. Stockholm: Nutiden. 1924. Libris 1481527

#### Skrifter om Närke och Västmanland
- Gällersta : en sockenbeskrivning. Stockholm: Nutiden. 1915. Libris 1639076
- Turegårdssläkten.. Stockholm: Nutiden. 1918. Libris 1658196
- Folkminnen och folkliv i Närke : uppteckningar och skildringar. Stockholm: Nutiden. 1923. Libris 1481516
- Arbogaminnen : uppteckningar och skildringar. Stockholm: Nutiden. 1925. Libris 1481512
- Närke och närkingarne i sången och dikten.. Stockholm: Nutiden. 1926-1934. Libris 1343002
- Märkliga litterära minnen från Tjälvesta.. Askersund. 1927. Libris 1343000
- Närkes kyrkor i ord och bild. Stockholm: Lindström. 1928. Libris 8214717
- Ur Närikesherrgårdarnes krönika : uppteckningar och skildringar. Örebro: Örebro Dagbl. 1928-1935. Libris 1343009
- Ur Närkes hävder : anteckningar. Stockholm: Nutiden. 1926. Libris 1343011
- Örebro för 50 år sedan. Örebro: Länstidn. 1926. Libris 1343012
- Örebrominnen : uppteckningar och skildringar. Stockholm: Nutiden. 1924. Libris 1481528
- Från självhushållets lyckliga dagar : arbetet i en bondgård i Närke 1 januari - 31 december på 1850-60-talen. Stockholm: Saxon & Lindström. 1933. Libris 1708382
- Sjukdomar och läkemedel i gamla tiders Närke. Stockholm: Saxon & Lindström. 1934. Libris 1367410
- Skomakarn, skräddarn och smen : sockenhantverkare i gamla tiders Närke. Stockholm: Saxon & Lindström. 1934. Libris 53855
- Jakt och jägare i gamla tiders Närke. Stockholm: Saxon & Lindström. 1935. Libris 1367405

#### Övrig varia
- Hvad vilja vegetarianerna?. Vegetariska föreningen, Svenska. Småskrifter ; 1. Stockholm: Bokförlaget Nutiden. 1907. Libris 3029765
- Konsten att äta. Vegetariska föreningen, Svenska. Småskrifter ; 2. Stockholm: Bokförlaget Nutiden. 1907. Libris 9649624
- Umgängeskonst - levnadskonst : råd och betraktelser. Stockholm: Nutiden. 1911. Libris 1639082. https://runeberg.org/umganges/
- Hälsan i kläderna! : En reform i vår dräkt. Vegetariska föreningen, Svenska. Småskrifter ; 8. Stockholm: Bokförlaget Nutiden. 1913. Libris 3029749
- Vaccinationen som sjukdoms- och dödsorsak. 1916; Saxon hade 1902 vägrat att vaccinera sin son Lars.
- Georg Adelsparre, revolutionsledaren, fosterlandsvännen : några bidrag till belysningen av hans storslagna personlighet och livsgärning. Stockholm: Nutiden. 1917. Libris 1658188
- En tidningsmans minnen. Stockholm: Nutiden. 1918. Libris 1515320
- Konsten att bli gammal men vara ung : vegetariska spegelbilder. Stockholm : Nutiden. 1920. Libris 1658192
- Adolf Hedin hemma hos sig : strödda bidrag till belysningen av en stor personlighet. Stockholm: Nutiden. 1926. Libris 521824
- Från sockenskomakaren till skofabriken.. Stockholm: Saxon & Lindström. 1932. Libris 1367403
- I handelsbod på 1870-talet : minnen. Stockholm: Saxon & Lindström. 1932. Libris 515075
- Gamla tiders skräddare. Stockholm: Saxon & Lindström. 1933. Libris 1367404
- Djur, djursjukdomar och djurskrock. Stockholm: Saxon & Lindström. 1934. Libris 1367400. https://runeberg.org/djurskrock/